# اخترشناسی در سده‌های میانه اسلامی

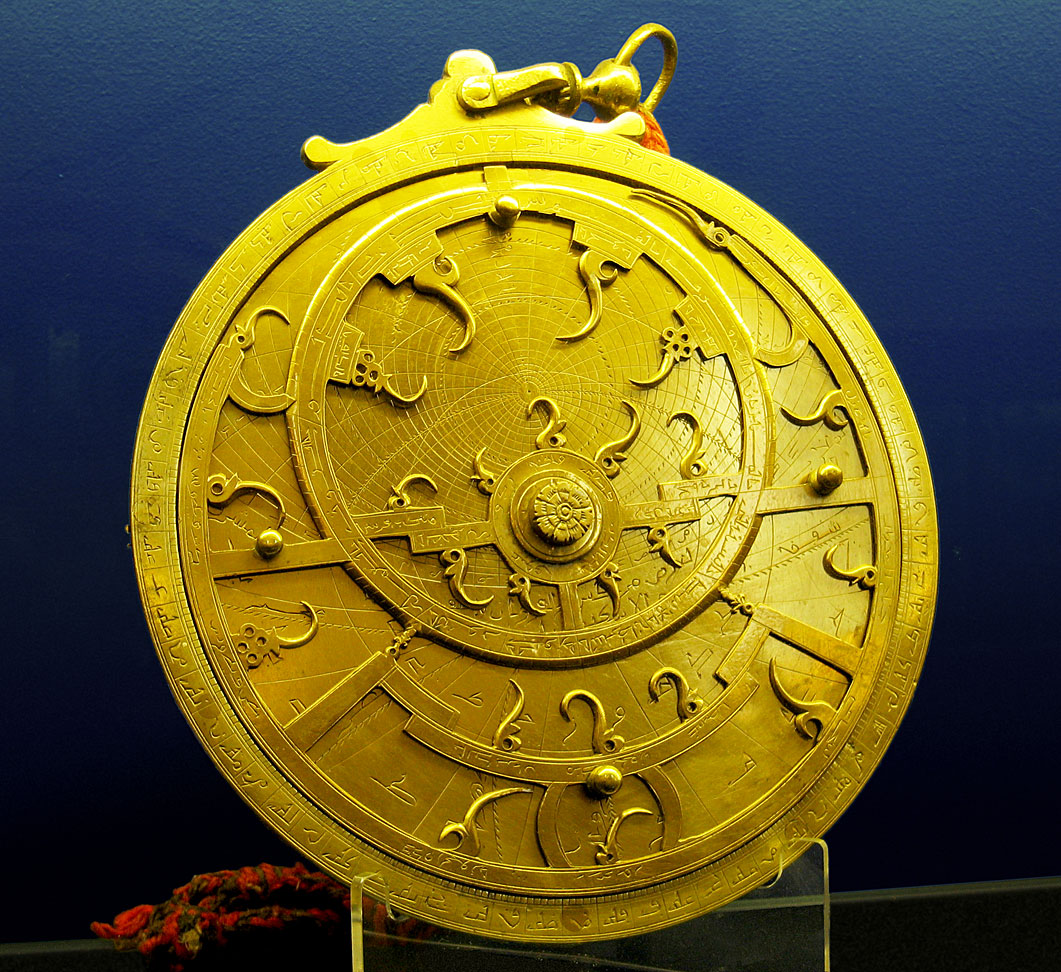
اسطرلاب قارسی در سده ۱۸ میلادی، نگه داشته در ویپل موزه تاریخ علم در کمبریج، انگلستان است.

اخترشناسی در سده‌های میانهٔ اسلامی دانشی بس‌گیرا در سده‌های میانه در کشورهای اسلامی بوده‌است و این علم نزد مسلمانان به‌طور گسترده نُجوم، هیئت و علم فَلَک نامیده می‌شده‌است. این علم، شامل پیشرفت‌های ساخته شده در جهان اسلام به ویژه در عصر طلایی اسلامی (قرن ۸–۱۵ است) و عمدتاً نوشته شده به زبان عربی است. این تحولات عمدتاً در خاورمیانه، آسیای مرکزی، اندلس و شمال آفریقا بوده و سپس در شرق دور و هند اتفاق افتاده‌است. این موازی است با نحوهٔ پیدایش دیگر علوم اسلامی که در آن از اخذ اندوخته‌ها و تجارب علمی دیگر اقوام (ایران قدیم، هند و یونان) و بازسازی و توسعه آن در ایجاد یک علم اسلامی صورت می‌گیرد نجوم اسلامی بعد از آن تأثیر قابل توجهی در نجوم بیزانس و اروپا داشته‌است (این علوم اسلامی توسط آنان در قرن ۱۲ به لاتینی ترجمه شده‌است) و همچنین نجوم چینی و نجوم مالی (کشور مالی).

## تاریخچه
ستاره‌شناسی در دوران اسلامی بر اساس ستاره‌شناسی بطلمیوس پایه نهاده شد و غالباً مباحث نجوم کروی را دارد. نخستین ستاره‌شناسان مسلمان، در نیمهٔ دوم قرن سوم هجری در بغداد پدیدار شدند. آثار اخترشناسی دانشمندان مسلمان بیشتر برپایه زیج‌های ایرانی و هندی بنا شد. زیج شهریاری که به دستور انوشیروان در ایران نگاشته شده بود، توسط ابوالحسن تمیمی به عربی ترجمه شد؛ و نخستین اثر ستاره‌شناسی در دوره اسلامی تألیف گشت. نخستین ستاره‌شناسی رسمی عباسیان، محمد فزاری بود. شخص دیگری که در شناساندن نجوم هندی به مسلمانان سهم مهمی داشت، یعقوب بن طارق بود؛ او اثر سانسکریت موسوم به سدهانت را که آریابهاتا نوشته بود، به عربی ترجمه نمود.
مأمون خلیفه عباسی دستور داد که کتاب المجسطی را از یونانی به زبان عربی ترجمه کنند. همچنین مأمون دستور به تهیه زیج مأمونی داد. در نیمه دوم سده سوم، نیریزی شرحی بر المجسطی نوشت و اثری دربارهٔ اسطرلاب تألیف کرد. ثابت بن قرة، حرکت نوسانی برابران (اعتدالین) را نپذیرفت اما فاصله اوج خورشید را از زمان بطلمیوس تا زمان خودش کشف کرد، وی همچنین کتابی دربارهٔ خورشیدگرفتگی و ماه‌گرفتگی نوشت. به دستور ابن سینا فهرستی از ستارگان تهیه شد. ابوریحان بیرونی نخستین دانشنامه ستاره‌شناسی در کشورهای اسلامی را تدوین کرد، و در آن از حرکت سیارات و گردش زمین به دور خورشید نوشت.